# Sala Bolognese
Sala Bolognese là một đô thị ở tỉnh Bologna vùng Emilia-Romagna của Ý, có vị trí khoảng 15 km về phía tây bắc của Bologna. Tại thời điểm ngày 31 tháng 12 năm 2004, đô thị này có dân số 7.082 người và diện tích là 45,2 km².
Đô thị Sala Bolognese có các frazioni (subdivision): Padulle (capoluogo), Sala, Osteria Nuova, Bonconvento e Bagno di Piano.
Sala Bolognese giáp các đô thị sau: Anzola dell'Emilia, Argelato, Calderara di Reno, Castel Maggiore, Castello d'Argile, San Giovanni in Persiceto.